# Феодосий Печерский
Феодо́сий Пече́рский (ок. 1008 или ок. 1036 — 3 мая 1074) — монах Русской Церкви XI века, один из основателей и игумен Киево-Печерского монастыря. Святой Русской православной церкви, Российской грекокатолической церкви и Украинской грекокатолической церкви, почитаемый в лике преподобных. Ученик преподобного Антония Печерского, автор поучений. Именем Феодосия названы Дальние (Феодосиевые) пещеры Киево-Печерской лавры и источник Феодосия на территории лавры.
Общецерковное празднование Феодосию Печерскому было установлено в 1108 году.
Ныне в православии память преподобного Феодосия совершается:
- 3 (16) мая — преставление;
- 14 (27) августа — перенесение мощей;
- 28 августа (10 сентября) — в составе Собора преподобных отцов Киево-Печерских, в Дальних пещерах почивающих;
- 2 (15) сентября[1] — вместе с преподобным Антонием Печерским.

В католицизме память совершается 16 мая.

## Источники по биографии

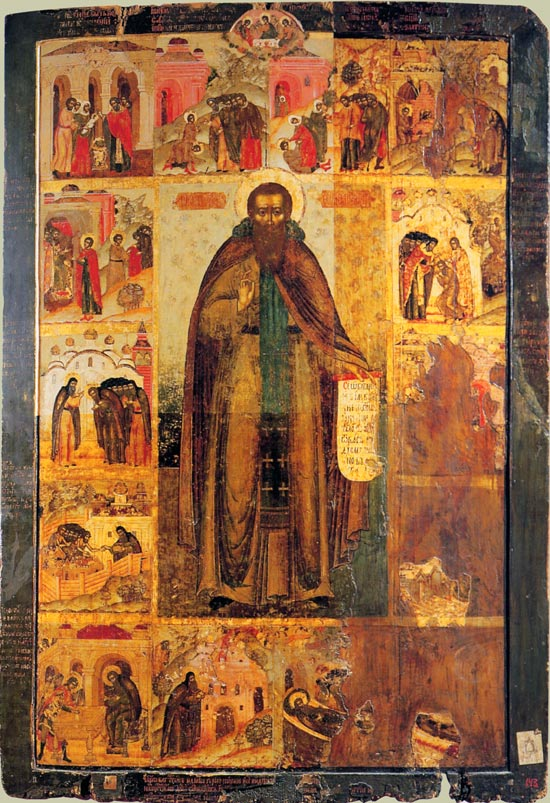
Житийная икона XVII века

## Жизнеописание

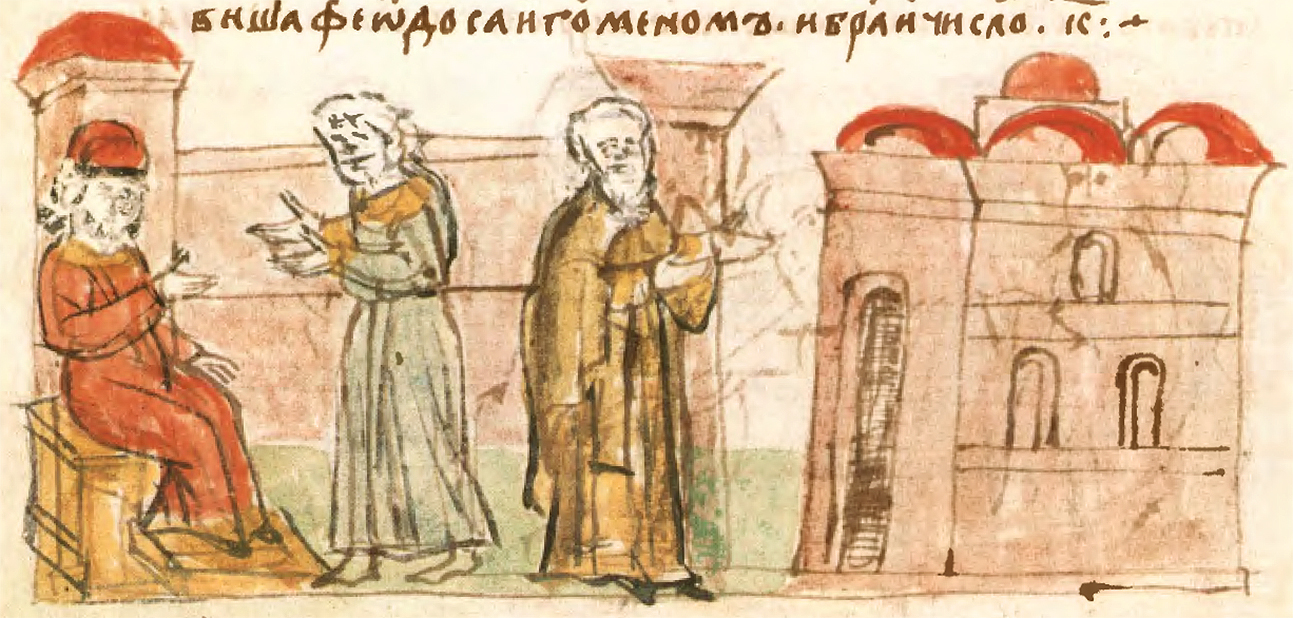
Киево-Печерский монастырь. Миниатюра из Радзивилловской летописи, XV век

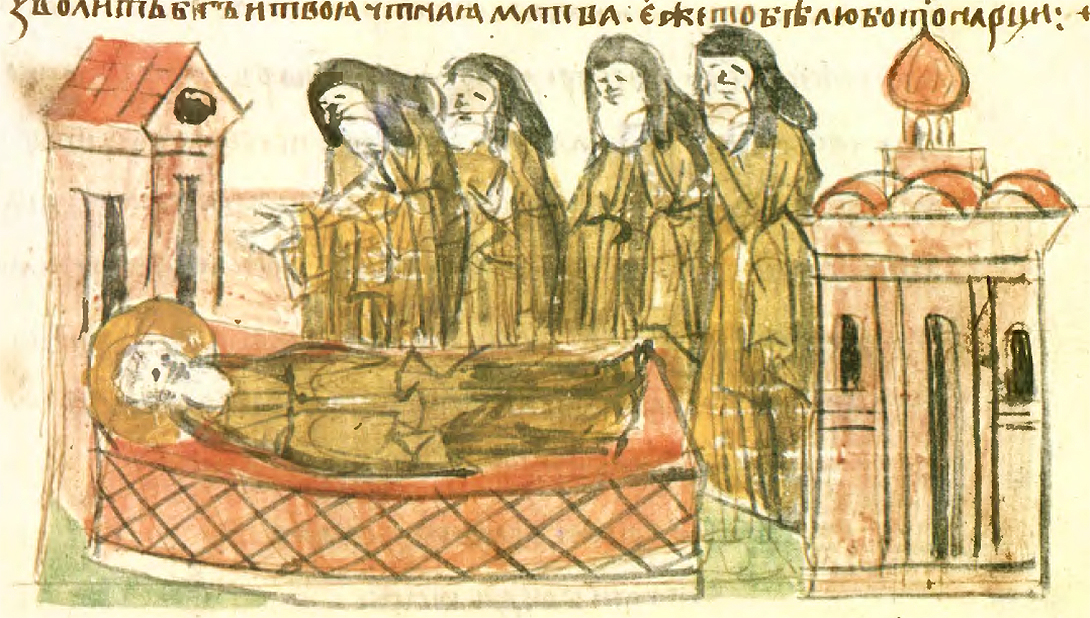
Преставление преподобного Феодосия. Миниатюра из Радзивилловской летописи, XV век

## Почитание и канонизация

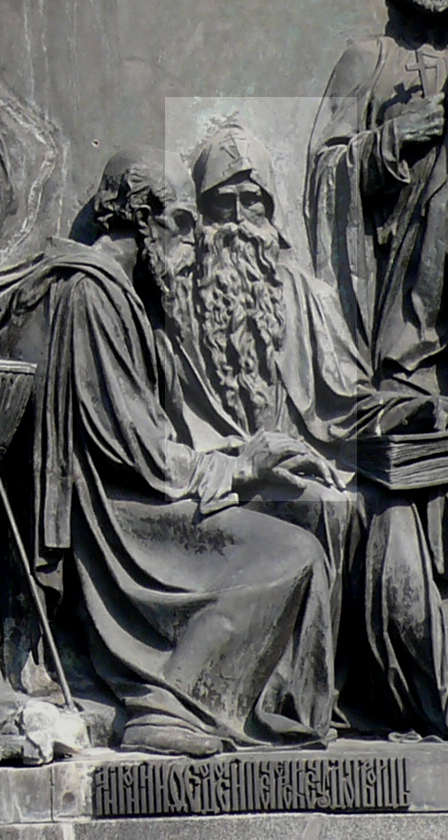
Феодосий Печерский на Памятнике «1000-летие России» в Великом Новгороде